# Центральний банк
Центра́льний банк — установа (здебільшого державний орган), яка регулює діяльність банків у країні, проводить монетарну (грошово-кредитну) та валютно-курсову політику держави (Федеральна резервна система США) або спільноти держав (Європейський центральний банк). В Україні це Національний банк України.
Центральний банк може виконувати (залежно від країни) такі функції:
- здійснення банківського регулювання та нагляду (забезпечення стабільності банківської системи),
- формування та виконання монетарної (грошово-кредитної) політики держави,
- регулювання грошової маси, що передбачає також монопольне право емісії грошей,
- формування та виконання валютно-курсової політики, включаючи за необхідності валютні інтервенції
- управління золото-валютними резервами країни,
- ведення рахунків для здійснення міжбанківських розрахунків.